# Accordi di Rivoltella

Il Ducato di Milano ed i domini dei Visconti (segnati in verde) all'inizio del XV secolo, all'apice della loro massima potenza, sotto il duca Gian Galeazzo.

Gli accordi di Rivoltella (o pace di Rivoltella) furono un accordo politico firmato il 18 ottobre 1448.

## Storia
Dopo la sanguinosa battaglia di Caravaggio del 15 settembre 1448, che segnò la grave sconfitta della Repubblica di Venezia contro del forze di Francesco Sforza, i contendenti stipularono un patto, che doveva restare segreto, nel quale si stabiliva che lo Sforza avrebbe conquistato definitivamente Milano contro la cessione alla Serenissima di Bergamo, Brescia, Crema e il territorio di Ghiara d'Adda. La Serenissima si impegnava a inviare uomini e mezzi (6.000 cavalli e 2.000 fanti) per la conquista definitiva del Ducato di Milano.
Il patto venne però violato nel settembre 1449, quando Francesco Sforza, durante l'assedio di Milano, venne abbandonato dai Veneti, che si accordarono con la Repubblica Ambrosiana. Il popolo meneghino, per evitare che la città cadesse nelle mani degli Sforza, stremato dalla carestia, il 25 febbraio 1450 aprì le porte al nuovo duca della città.